# Teutobod
Teutobod (en llatí Teutobodus) era el rei dels teutons quan van ser derrotats per Gai Mari en la gran batalla d'Aquae Sextiae, el 102 aC.
És possible que Teutobod hagués mort en aquesta batalla, segons indiquen alguns historiadors clàssics, però altres diuen que el van fer presoner i que va adornar el triomf de Mari quan aquest va tornar a Roma.